# Abel Mutai
Abel Kiprop Mutai (Nandi, 2 ottobre 1988) è un siepista keniota.

## Biografia
Cominciò a correre ad alti livelli nel 2005, quando vinse i Mondiali allievi di Marrakech.
Nel 2009 arrivò 9º alla Worlds Athletics Final, mentre ai Giochi olimpici di Londra 2012 vinse la medaglia di bronzo nei 3000 metri siepi, con un tempo di 8'19"73.
I suoi record personali sono: per i 3000 m siepi di 8'01"67, fatto segnare a Roma nel 2012, mentre per i 3000 m il record personale è di 8'05"16, realizzato a Lisbona nel 2006.

## Palmarès
| Anno | Manifestazione      | Sede        | Evento       | Risultato | Prestazione | Note                          |
| ---- | ------------------- | ----------- | ------------ | --------- | ----------- | ----------------------------- |
| 2005 | Mondiali allievi    | Marrakech   | 2000 m siepi | Oro       | 5'24"69     | Miglior prestazione personale |
| 2011 | Giochi panafricani  | Maputo      | 3000 m siepi | 8º        | 8'36"75     |                               |
| 2012 | Campionati africani | Porto-Novo  | 3000 m siepi | Oro       | 8'16"05     |                               |
| 2012 | Giochi olimpici     | Londra      | 3000 m siepi | Bronzo    | 8'19"73     |                               |
| 2013 | Mondiali            | Mosca       | 3000 m siepi | 7º        | 8'17"04     |                               |
| 2015 | Giochi panafricani  | Brazzaville | 3000 m siepi | 8º        | 8'38"10     |                               |

## Campionati nazionali
2007
- 7º ai campionati kenioti, 3000 m siepi - 8'42"20

2009
- Bronzo ai campionati kenioti, 3000 m siepi - 8'23"4

2011
- 5º ai campionati kenioti, 3000 m siepi - 8'27"49

2015
- 6º ai campionati kenioti, 3000 m siepi - 8'32"06

2016
- 6º ai campionati kenioti, 3000 m siepi - 8'35"4

2017
- 4º ai campionati kenioti, 3000 m siepi - 8'28"5

## Altre competizioni internazionali
2008
- Bronzo al DN Galan ( Stoccolma), 3000 m siepi  8'24"76

2009
- 9º alla World Athletics Final ( Salonicco), 3000 m siepi - 8'24"11
- 5º all'Herculis ( Monaco), 3000 m siepi - 8'14"38
- Bronzo al Bauhaus-Galan ( Stoccolma), 3000 m siepi - 8'24"76

2012
- Argento al Golden Gala ( Roma), 3000 m siepi - 8'01"67
- Bronzo al Meeting de Paris ( Parigi), 3000 m siepi - 8'03"15
- Oro al Cross Hiru-Herri ( Burlada) - 30'12"

2013
- 4º allo Shanghai Golden Grand Prix ( Shanghai), 3000 m siepi - 8'08"83
- 6º al Prefontaine Classic ( Eugene), 3000 m siepi - 8'10"04

2014
- 4º al Golden Gala ( Roma), 3000 m siepi - 8'15"83

2016
- Bronzo all'Athletissima ( Losanna), 3000 m siepi - 8'17"88